# Angelababy
Angelababy, pseudonimo di Ala Angela Yeung ( 杨颖S;  楊穎S; Shanghai, 28 febbraio 1989), è un'attrice e modella cinese.
Nel 2013 è stata scelta dal Southern Metropolis Daily come una delle nuove quattro attrici Dan. Nel 2016 ha vinto il premio Hundred Flowers come migliore attrice non protagonista per il suo ruolo nel film di successo Mojin: The Lost Legend .

## Biografia

### Primi anni
Angelababy è nata a Shanghai da madre shanghainese e padre di Hong Kong, di origini tedesche e cinesi per metà. Il suo nome di nascita è Yang Ying (in cantonese: Yeung Wing). Suo padre gestisce un'azienda di moda a Shanghai. Si è interessata alla moda da bambina sotto l'influenza del padre. In un'intervista ha dichiarato: «Anche se [mio padre] vende abiti per adulti, mi piaceva molto andare nel suo negozio e provare nuovi abiti, mescolarli e abbinarli. Era divertente. Penso che sia così che ho sviluppato la passione per la moda».
Yang si è trasferita a Hong Kong quando aveva tredici anni e ha firmato un contratto di modellistica con Style International Management all'età di 14 anni. Sebbene il suo nome inglese sia Angela, a volte veniva chiamata "Baby" durante i suoi anni di scuola primaria e secondaria. Ha unito questi due nomi per formare il suo nome d'arte, Angelababy.  Parla inglese, mandarino, shanghainese e cantonese.

### Dal 2007 al 2012: gli inizi
Angelababy ha debuttato come attrice nel film Trivial Matters nel 2007, dove ha avuto un cameo di 5 minuti nel film. Ha poi recitato in numerosi film come ruoli secondari, oltre ad apparire in video musicali. Angelababy ha avuto il suo primo ruolo da protagonista nel film del 2011 Love You You al fianco di Eddie Peng . Ha cantato un duetto con JJ Lin intitolato "Bottom of the Heart" come parte della colonna sonora del film.
Nel 2012, Angelababy ha recitato accanto a Mark Chao nel film d'amore First Time, un remake del film coreano del 2003 ...ing. La sua interpretazione in First Time le è valsa il premio come attrice più attesa al 13 ° Chinese Film Media Awards . Ha poi recitato in entrambe le puntate del film wuxia Tai Chi, interpretando un artista marziale.

### Dal 2013 al 2014: il successo
Nel 2013 Angelababy ha recitato nel film d'azione poliziesco di Tsui Hark Young Detective Dee - Il risveglio del drago marino, nel ruolo di una cortigiana. Ha vinto il premio come attrice più popolare al 21° Beijing College Student Film Festival per il film.
Nel 2014 Angelababy si è unita al cast di Keep Running, uno spin-off del programma di varietà sudcoreano Running Man. La serie è stata un grande successo in Cina e ha confermato la popolarità di Angelababy. Lo stesso anno ha recitato accanto al collega Michael Chen in Love on the Cloud, che ha avuto un discreto successo al botteghino. Angelababy è stata incoronata "Dea Weibo", così come "Regina Weibo" per l'anno 2014.

### Dal 2015: apparizione internazionale e ruoli televisivi
Angelababy ha fatto il suo debutto cinematografico a Hollywood in Hitman: Agent 47 con un ruolo secondario. Ha poi recitato in Mojin: The Lost Legend, basato sulla famosa serie di romanzi Ghost Blows Out the Light che tratta il tema di un team di tombaroli alla ricerca di tesori.  Angelababy ha vinto il premio per la migliore attrice non protagonista al 33° Hundred Flowers Awards per il suo ruolo, ma è stata criticata per la sua recitazione mediocre e la sua performance poco brillante. Lo stesso anno, ha recitato nella sua prima serie televisiva di nome Love Yunge from the Desert basato sul romanzo di Tong Hua Song in the Clouds.
Nel 2016 Angelababy ha interpretato un ruolo importante nel film di fantascienza di Hollywood Independence Day - Rigenerazione. Lo stesso anno la rivista Forbes l'ha inclusa nella lista Top 30 delle celebrità asiatiche under 30 nella categoria film, musica, televisione e sport.
L'anno successivo, Angelababy ha recitato al fianco di Wallace Chung nel film drammatico Il generale e io. Sebbene il dramma sia stato un successo commerciale, ha ricevuto critiche per la sua recitazione e per l'uso degli stuntman. Nel 2018 ha recitato sul set di Entrepreneurial Age insieme a Huang Xuan.
Nel 2019 Angelababy ha recitato in My True Friend nel ruolo di un'agente immobiliare.

## Vita privata
Angelababy è sposata con l'attore cinese Huang Xiaoming dal 2015.  La coppia ha un figlio. Nel 2021 si sono lasciati.

## Altre attività
Angelababy ha investito in diverse aziende, tra cui un salone di bellezza, un bar (con il collega attore di Hong Kong Tony Leung Ka-fai ) e un negozio di abbigliamento. Nel 2015 ha istituito un proprio fondo di venture capital di nome AB Capital. Ha quindi acquistato azioni nel sito di e-commerce cinese Ymatou e nel marchio di bevande HeyJuice.
Nel 2016 Angelababy è entrata nella Hurun Philanthropy List, divenendo la più giovane a farne parte. Con suo marito Huang Xiaoming hanno donato $ 2,6 milioni a un programma di beneficenza avviato da Huang per aiutare i laureati ad avviare un'attività o cercare lavoro.

## Filmografia

### Attrice

#### Cinema
- Under The Lion Rock Band Cream (狮子山下菊带霜), regia di Mai Ji'an (2006)
- Trivial Matters (破事儿), regia di Pang Ho-Cheung (2007)
- Short of Love (矮仔多情), regia di James Yuen (2009)
- All's Well, Ends Well 2010 (花田喜事), regia di Raymond Wong e Herman Yau (2010)
- Hot Summer Days (全城热恋), regia di Tony Chan (2010)
- All's Well, Ends Well 2011 (最強喜事), regia di Chan Hing-Ka e Janet Chun (2011) - cameo
- The Founding of a Party (建党伟业), regia di Sanping Han e Huang Jianxin (2011)
- Love in Space (全球热恋), regia di Tony Chan e Wing Shya (2011)
- Love You You (夏日乐悠悠), regia di Jingle Ma (2011)
- A Simple Life (桃姐), regia di Ann Hui (2012)
- First Time (第一次), regia di Han Yan (2012)
- Black & White Episode I: The Dawn of Assault (痞子英雄), regia di Cai Yuexun (2012)
- Tai Chi 0 (太极1：之零开始), regia di Feng Delun (2012)
- Tai Chi Hero (太极2: 英雄崛起), regia di Stephen Fung (2012)
- Together (在一起), regia di Clarence Fok (2013)
- Crimes of Passion (一场风花雪月的事), regia di Qunshu Gao (2013)
- Young Detective Dee - Il risveglio del drago marino (狄仁杰之神都龙王), regia di Tsui Hark (2013)
- Double Cities (双城记) (2013) - cortometraggio
- The Best is Always Here (最好的，一直都在) (2013) - cortometraggio
- Who Is Your Dish 2013 (谁是你的菜2013), regia di Wei Zheng (2013) - cortometraggio
- Temporary Family (失戀急讓), regia di Cheuk Wan-chi (2014)
- Rise of the Legend (黃飛鴻之英雄有夢), regia di Roy Chow (2014)
- Love on the Cloud (微爱之渐入佳境), regia di Gu Changwei (2014)
- Bride Wars (新娘大作战), regia di Tony Chan (2015)
- Hitman: Agent 47 (代號47), regia di Aleksander Bach (2015)
- Mojin: The Lost Legend (鬼吹灯之寻龙诀), regia di Wuershan (2015)
- Kill Time (谋杀似水年华), regia di Chen Guo (2016)
- Independence Day: Rigenerazione (天煞—地球反擊戰2), regia di Roland Emmerich (2016)
- League of Gods (封神传奇), regia di Koan Hui e Vernie Yeung (2016)
- See You Tomorrow (摆渡人), regia di Zhang Jiajia (2016)
- The Captain (中国机长), regia di Andrew Lau (2019) - cameo

#### Televisione
- Tweet Love Story (恋爱 对白)  - serie TV (2010)
- Love Yunge from the desert - serie TV (大汉情缘之云中歌) (2015)
- General and I (孤芳不自赏) - serie TV (2017)
- Wo de zhen pengyou (我的真朋友) - serie TV (2019)
- Kewang shenghuo (渴望生活) - serie TV (2019)
- Mo tian da lou (摩天大楼) - serie TV (2019)

### Doppiatrice
- G-Force - Superspie in missione (超鼠特攻) (2009)
- Rapunzel - L'intreccio della torre (魔髮奇緣) - voce di Rapunzel (2011)

## Programmi televisivi
- Continuare a correre (奔跑吧) (dal 2014)
- Il re della gloria (王者出击) (2017)
- Clash Bots (机器人争霸) (2018)
- Quattro tentativi (潮流合伙人) (2019)

## Discografia

### Singoli
- 2010 – Beauty Survivor
- 2010 – Love Never Stops
- 2010 – Everyday's A Beautiful Story
- 2011 – Bottom of the Heart (海底之心) (con JJ Lin)
- 2012 – Can We Smile Together (都要微笑好吗)
- 2012 – Say Goodbye
- 2012 – Happy Together (con Aarif Rahman)
- 2015 – Today You Will Marry Me (今天你要嫁给我) (con Ni Ni, Chen Xiao e Zhu Yawen)
- 2015 – Green Skirt (绿罗裙)
- 2019 – Snow Flower Poem
- 2019 – Fly
- 2019 – Run For The Dream (con Li Chen, Zheng Kai, Zhu Yawen, Wang Yanlin, Lucas Wong e Song Yuqi)

## Riconoscimenti
- Asian Television Awards
  - 2019 – Candidatura alla miglior attrice protagonista per  My True Friend
- Bazaar Jewelry Night
  - 2013 – Charity Star Award
- Beijing College Student Film Festival
  - 2014 – Attrice più popolare per Young Detective Dee: Rise of the Sea Dragon
- China International Film Festival London
  - 2013 – Candidatura per la miglior attrice per Crimes of Passion
- China's Women Media Awards
  - 2013 – Breakthrough Female
- Chinese Film Media Awards
  - 2013 – Miglior attrice esordiente per First Time
  - 2014 – Candidatura per la miglior attrice esordiente per Young Detective Dee: Rise of the Sea Dragon
- Cosmo Beauty Ceremony
  - 2015 – Beautiful Idol Award
- Cosmo Glam Night
  - 2019 – Personaggio dell'anno
- Esquire Man At His Best Awards
  - 2019 – Attrice più popolare
- Golden Bud - The Fourth Network Film And Television Festival
  - 2019 – Candidatura per la miglior attrice per  My True Friend
- Hong Kong Society of Cinematographers Awards
  - 2013 – Attrice più carismatica
  - 2019 – Attrice più carismatica per  My True Friend
- Huading Awards
  - 2013 – Attrice più popolare eletta dai media
  - 2016 – Candidatura per la miglior attrice per Love Yunge from the Desert
- Hundred Flowers Awards
  - 2016 – Miglior attrice non protagonista per Mojin: The Lost Legend
- iQiyi All-Star Carnival
  - 2014 – Asian All-Rounded Idol
  - 2015 – Rising Achievement Award
- Macau International Movie Festival
  - 2016 – Candidatura per la miglior attrice per Kill Time
- Mnet Asian Music Award
  - 2012 – Best Red Carpet Style
- Premi Power Fashion
  - 2012 – Trendy Public Figure
- Tencent Video Star Awards
  - 2018 – VIP Star
- The Actors of China Award Ceremony
  - 2019 – Miglior attrice per My True Friend
- Toutiao Awards
  - 2017 – Miglior attrice popolare dell'anno
  - 2018 – All-Rounded Artist
- Weibo Award Ceremony
  - 2015 – Weibo Goddess
  - 2015 – Weibo Queen
  - 2016 – Outstanding Charity Figure
  - 2016 – Celebrità più influente
  - 2018 – Philanthropy Contribution Award
  - 2018 – Hot Search Artist
  - 2020 – Weibo Goddess